# Траверса (подъёмник)

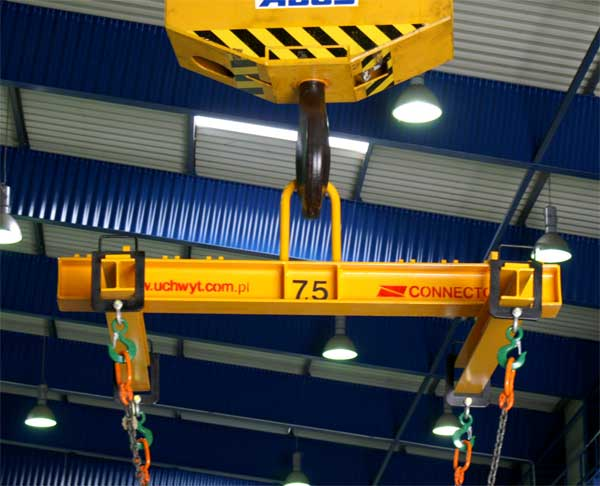
Траверса

Траверса — быстросъёмное грузозахватное приспособление, используемое на грузоподъёмных кранах для работы с различными типами грузов (длинномерных, габаритных), например, чтобы перевезти контейнер или строительную ферму. Являются промежуточным звеном между крюком крана и грузом. Позволяет избежать повреждений груза при его перемещении. Траверса может использоваться для подъёма длинномерных грузов и грузов, где возникают ограничения по высоте.

## Описание

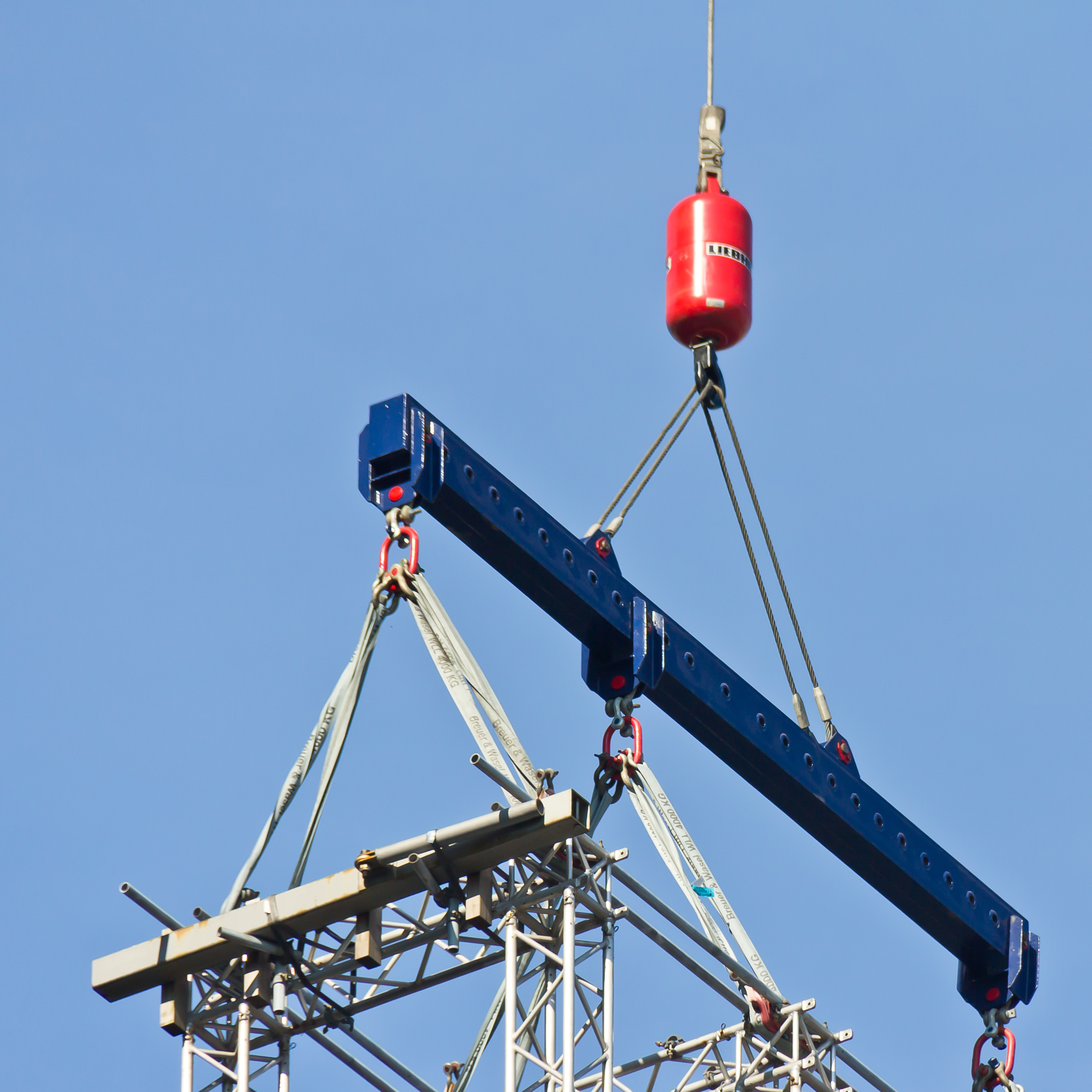
Подъём груза с помощью траверсы в качестве Грузоподъёмное устройство и Подъёмный строп — текстильных Ремни (подъёмное оборудование) шарнирно закреплённых к раме автокрана

В зависимости от условий работы, а также параметров груза и характеристик подъёмного устройства, траверсы могут выпускаться различных конструкций: линейными, пространственными, модульными, специальными и т. п. С различными способами захвата в верхних и нижних частях — как с крюковым и петлевым, так и при помощи такелажных скоб и проушин. Траверсы выпускаются с зацеплением крюком грузоподъёмного механизма как за центр её корпуса, так и за края. Для зацепления траверсой груза применяются грузоподъёмные стропы, закрепляемые на траверсе и охватывающие груз или закрепляемые на грузе при наличии на нём строповочных узлов.
Кроме того, выпускаются магнитные, электромагнитные, фрикционные и вакуумные траверсы, в основании которых расположены соответствующие типы захватов.
Виды траверс:
- линейные;
- Н-образные;
- для контейнеров;
- для труб;
- траверса-спредер на цепной подвеске;
- с мягкими полотенцами;
- крестообразные;
- для металлопроката;
- для эвакуаторов и манипуляторов;
- для ящиков со стеклом и пр.

Траверсу можно устанавливать на подъёмный кран за центральную часть. В данном случае допускается выполнение погрузочных работ при ограничении по высоте подъёма за концевые продольные (поперечные) элементы. При этом можно обойтись без балансировки груза. Крепление траверсы осуществляется при помощи многоветвевых строп.

## Применение
Траверсы широко применяются в таких областях как:
- автомобилестроение;
- логистика;
- металлургия;
- промышленность (атомная, нефтегазовая, пищевая, химическая);
- сельское хозяйство;
- строительство.